# Campaea
Campaea là một chi bướm đêm thuộc họ Geometridae.

## Hình ảnh

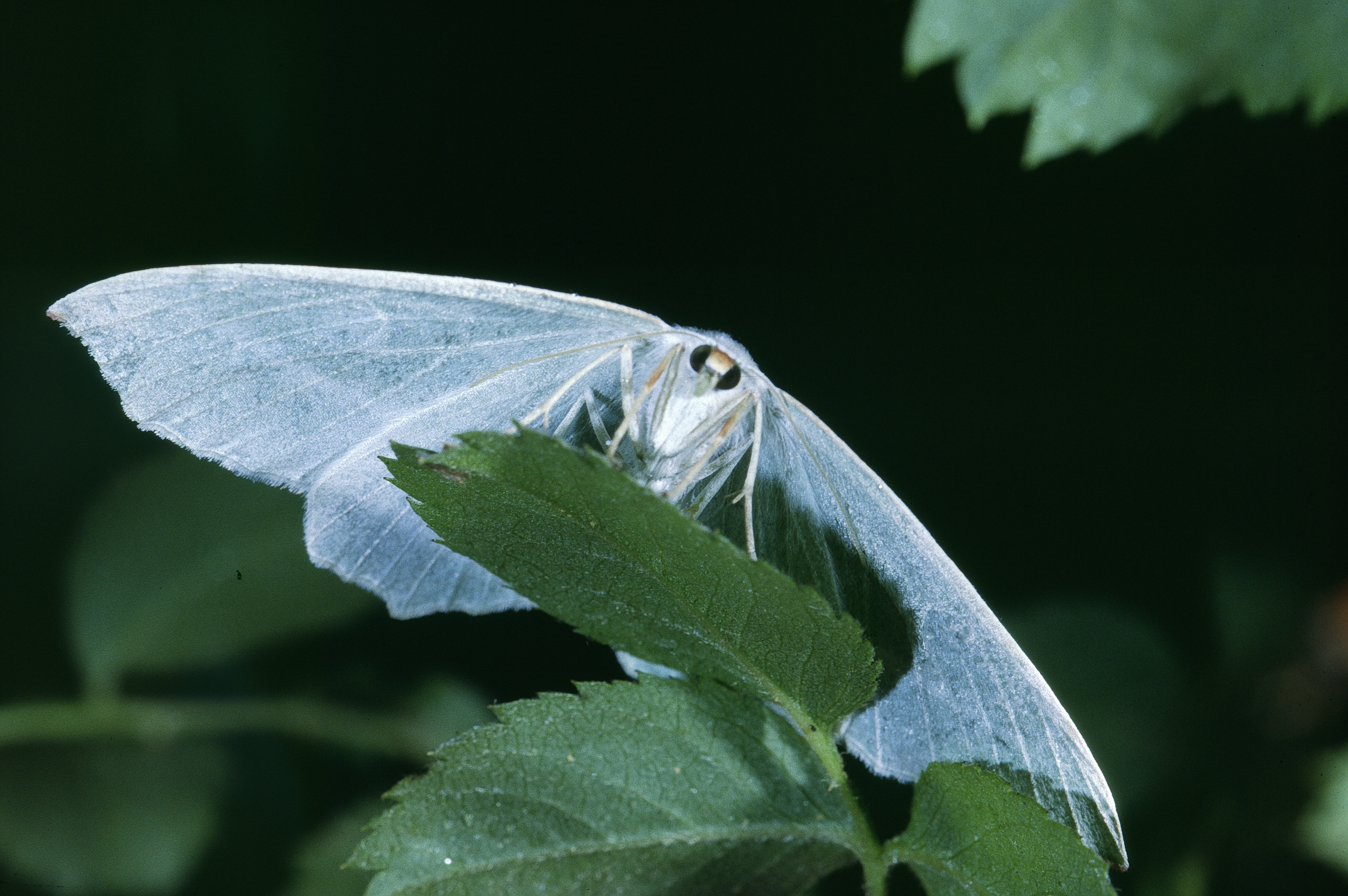
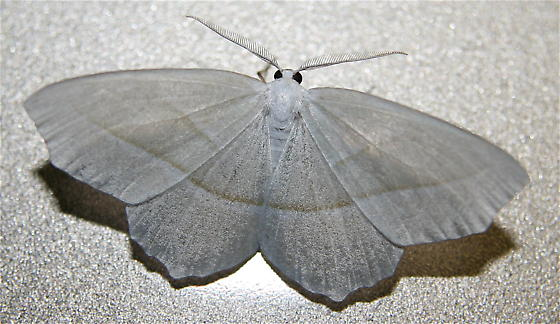

## Selected species[cần kiểm chứng]
- Campaea honoraria – Embellished Thorn (Denis & Schiffermüller, 1775)
- Campaea margaritata – Light Emerald (Linnaeus, 1767)
- Campaea perlata – Pale Beauty (Guenée, 1857)